# Cannabis en Portugal

Legalidad del cannabis en Europa
Legal para uso recreativo
Legal para uso medicinal
Ilegal

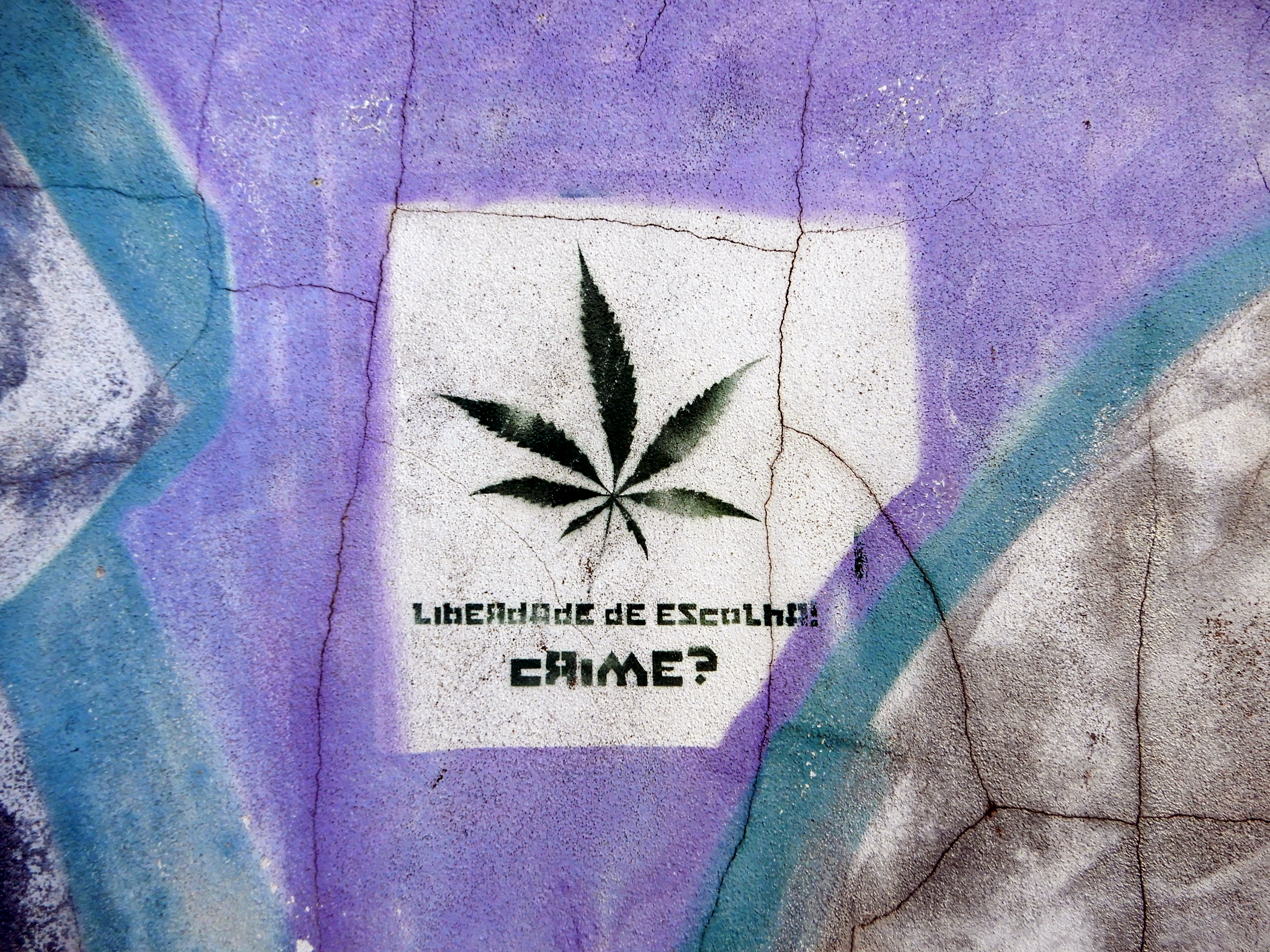
Pintura hecha por la abundancia de cannabis en Portugal.

El cannabis en Portugal se encuentra decriminalizado, como resultado de la despenalización de todas las drogas en Portugal en 2001. El uso médico del cannabis se legalizó en 2018.

## Historia

### Portugal de ultramar

#### Goa
Tras la captura portuguesa de Goa en 1510, los portugueses se familiarizaron con las costumbres y el comercio de cannabis en la India. Garcia da Orta, botánico y médico, escribió sobre los usos del cannabis en su obra Colóquio dos simples, e drogas e coisas medicinais da índia e assim de algumas frutas achadas nela onde se tratam algumas coisas tocantes a medicina prática, e outras coisas boas para saber, de 1534. Quince años después, Cristóbal Acosta produjo la obra Um tratado sobre as drogas e os medicamentos das Índias Orientais, en donde describe varias recetas para hacer bhang.

La obra de 1919 Glossário luso-asiatico señaló el uso de cannabis en la colonia india de Goa en Portugal:
O bangue [bhang] é formado por folhas secas e hastes tentras de cânhamo (Cannabis sativa, Lin.) que se fumam o mascam e que embriaga como o ópio.

#### Brasil
El cannabis fue introducido en Brasil por los colonos portugueses a principios del siglo XIX. Su intención puede haber sido cultivar fibra de cáñamo, pero los esclavos que los portugueses importaron de África estaban familiarizados con el cannabis y lo usaban psicoactivamente, lo que llevó al Consejo Municipal de Río de Janeiro en 1830 a prohibir la entrada de cannabis a la ciudad y castigar su uso al cualquier esclavo.

## Decriminalización
El cannabis en Portugal está decriminalizado para el uso personal, por lo que es legal la posesión de hasta 25 g de marihuana o 5 g de hachís. En 2001, Portugal despenalizó todas las drogas ilegales, lo que significa que la posesión de cantidades personales (un suministro de 10 días) pasó a no considerarse un hecho delictivo. Sin embargo, los delitos posteriores pueden estar sujetos a sanciones civiles o tratamiento obligatorio.

## Cannabis medicinal
En julio de 2018, se promulgó una ley para permitir el uso médico del cannabis en Portugal y su dispensación en farmacias.  El cultivo personal para uso médico sigue siendo ilegal.